# Axinota sarawakensis
Axinota sarawakensis är en tvåvingeart som beskrevs av Mercedes Delfinado 1969. Axinota sarawakensis ingår i släktet Axinota och familjen Curtonotidae. Inga underarter finns listade i Catalogue of Life.